# Metapolítica
Metapolítica é a disciplina filosófica que tenta estabelecer os fundamentos últimos da política e, em consequência, as funções nas quais a política deve atuar. De acordo com seus promotores, a metapolítica tenta encontrar a essência da ação política nas nações como realização de uma ideia transcendente, geralmente associada à ação mística ou divina como razão última. Por tal motivo, a metapolítica se dedicaria ao estudo dos fundamentos políticos atemporais e não necessariamente à justificação dos governos temporais.
Associada a pensadores de matriz conservadora, como Bruera, Benoist e Riedel, a metapolítica tem cobrado notoriedade nos últimos anos como fundamentação teórica de governos de extrema direita na América e na Europa, ao providenciar um arcabouço teórico que se centra na nacionalidade como essência do político, desconsiderando clivagens como a classe social, a etnia e o gênero, comumente usadas nas ciências sociais como variáveis explicativas das hierarquias sociais. Essa preocupação pelo "fundamento último" faz que as produções metapolíticas se amparem em referentes metafísicos, mais do que em pesquisas em campo.